# کندر (الیگودرز)
کندر، روستایی از توابع بخش مرکزی شهرستان الیگودرز در استان لرستان ایران است.یک روستای تاریخی دارای اثار باستانی

## جمعیت
این روستا در شهرستان الیگودرز قرار دارد و براساس سرشماری مرکز آمار ایران در سال ۱۳۸۵، جمعیت آن ۴۳۸ نفر (۸۳خانوار) بوده‌است.